# Araeococcus flagellifolius
Espèce
Classification phylogénétique
Araeococcus flagellifolius est une espèce de plantes à fleurs de la famille des Bromeliaceae présente au nord de l'Amérique du Sud.

## Distribution
L'espèce se rencontre au Brésil, en Colombie, au Venezuela, au Suriname et en Guyane.

## Description
L'espèce est épiphyte.